# 극중극

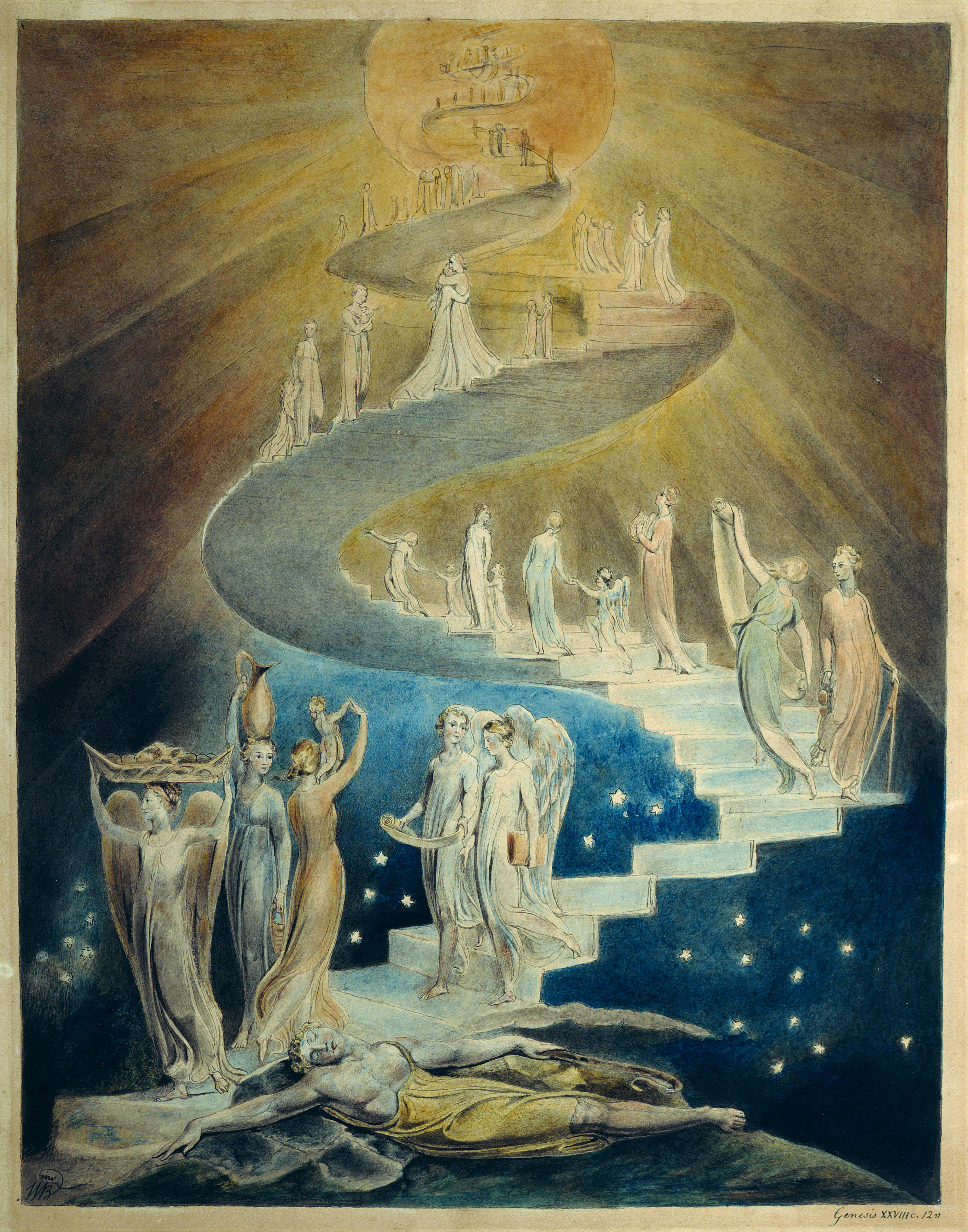
성경에서 야곱은 천국으로 오르는 사다리에 대한 꿈을 꾼다. 작중의 인물이 꿈을 꾸도록 하는 것은 서사를 다른 서사에 포함시키는 일반적인 방법들 중 하나이다. (윌리엄 블레이크 작, 1805년)

극중극(劇中劇)은 극 속에 삽입된 가상의 작품을 말한다. 연출 효과를 위해서 잘 사용되는 기법이다.

## 유명 작품

### 제작사의 자체 제작
- 그랜드 테프트 오토: 프린세스 로봇 버블검
- 네모바지 스폰지밥: 인어맨과 조개소년
- 짱구는 못말려: 액션가면, 칸탐로보, 부리부리자에몽(부리부리몬)

### 같은 제작사의 작품 내
- 시크릿 쥬쥬: 별의 보석: 시크릿 쥬쥬 베스트 프렌즈

## 같이 보기
- 틀이야기